# Мазур, Алла Григорьевна
А́лла Григо́рьевна Ма́зур (укр. Алла Григорівна Мазур; род. 16 сентября 1965, Зиньков, Хмельницкая область) — украинская журналистка. Ведущая информационной программы ТСН на украинском телеканале «1+1».

## Биография
Родилась 16 сентября 1965 года в Хмельницкой области в семье врачей, её отец Григорий был стоматологом. Окончила школу с золотой медалью. В школе писала статьи для местной районной газеты.
Окончила факультет журналистики Киевского государственного университета им. Шевченко.
Работала на Украинском радио корреспондентом, зав. редакцией, ведущей программ главной редакции информации Первого канала Украинского радио. Готовила и вела радиомарафоны: к годовщине Чернобыльской аварии и во время выборов президента Украины в 1991 году.
Во время работы на радио работала также ведущей радио-программы «От города к городу». В 1993 году её пригласили на УТ-1 вести информационные программы УТН. Вела ток-шоу на экономические и политические темы «Перекрёсток» (украинско-американский проект), была автором и ведущей телевизионного публицистического сериала «Инвестиционная история» (украинско-словацкий проект).
С января 1997 года была ведущей новостей«ТСН» на телеканале «1+1».
В настоящее время ведет еженедельную информационно-аналитическую программу «ТСН. Неделя».
С ноября 2019 по май 2020 года лечилась от рака.

## Семья
Сын Артём (род. 15 апреля 2008).
В 2023 на войне погиб её двоюродный племянник.

## Награды

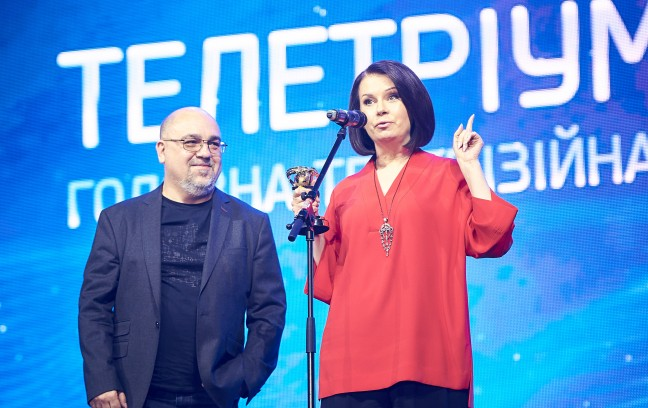
Алла Мазур на премии Телетриумф 2018 год

- 1996 год — лауреат премии «Прометей-престиж» в рамках акции «Человек года» в номинации «Лучший тележурналист 1995 года».
- 1998 год — по результатам Четвёртого всеукраинского фестиваля журналистики, лучшая ведущая информационных программ Украины и обладательница титула «Всенародное признание».
- 1998 год — победитель в номинации «Лучшая ведущая информационных программ» на первом Междгосударственном форуме стран СНГ.
- 1999 год — по результатам конкурса «Деловая женщина Украины — 1998», победительница в номинации «Телеведущая».
- 1999 год — Орден княгини Ольги III степени[10].
- 2001 и 2003 годы — Национальная премия Украины в области телевидения «Телетриумф» в номинации «Ведущий информационной программы».
- 2010 год — Национальная премия Украины в области телевидения «Телетриумф» в номинации «Ведущий/ведущая информационной программы».
- 2012 и 2013 годы — Национальная премия Украины в области телевидения «Телетриумф» в номинации «Ведущий/ведущая информационно-аналитической программы».
- 2015 год — Национальная премия Украины в области телевидения «Телетриумф» в номинации «Ведущий/ведущая информационной, информационно-аналитической программы».
- 2016 год — Национальная премия Украины в области телевидения «Телетриумф» в номинации «Ведущий/ведущая информационной, информационно-аналитической программы».
- 2018 год — «Телетриумф-2018» в номинации «Ведущий / ведущая информационной, информационно-аналитической программы» [6].
- 2020 год — Орден княгини Ольги II степени[11]